# NGC 4604
NGC 4604 este o galaxie situată în constelația Fecioara. A fost descoperită în 1883 de către Christian Heinrich Friedrich Peters. Se află la o distanță de 38,5 de megaparseci de Pământ.